# Christiane Nex
Christiane Nex (* 30. November 1973) ist eine italienische Skibergsteigerin.

## Erfolge (Auswahl)
- 2004:
  - 3. Platz bei der Weltmeisterschaft Skibergsteigen Staffel mit Annamaria Baudena und Gloriana Pellissier[1]
  - 6. Platz bei der Weltmeisterschaft Skibergsteigen Team mit Maria Luisa Riva[2]

- 2005:
  - 2. Platz bei der Europameisterschaft Skibergsteigen Staffel mit Gloriana Pellissier und Francesca Martinelli[3]
  - 6. Platz bei der Europameisterschaft Skibergsteigen Team mit Gloriana Pellissier[4]

- 2007:
  - 4. Platz bei der Pierra Menta mit Laura Besseghini[5]
  - 5. Platz bei der XIII. Tour du Rutor mit Laura Besseghini[6]